# Fughe e approdi
Fughe e approdi è un film italiano del 2010 diretto da Giovanna Taviani e girato nelle isole Eolie. Il film è stato presentato alla 67ª Mostra internazionale d'arte cinematografica di Venezia. La produzione ha avuto il sostegno di Cinesicilia. Il film ha ricevuto il premio per il miglior documentario al Festival de Cine Italiano de Madrid 2011.

## Trama
La regista torna anni dopo nei luoghi in cui il padre Vittorio aveva girato un episodio del film Kaos (al quale lei stessa aveva preso parte). È un'occasione per ripercorrere con una tartana guidata dal pescatore eoliano Franco, detto Figlio d'oro (che all'epoca aveva partecipato nell'episodio del già citato film insieme alla Taviani), tutti i luoghi delle Eolie che sono stati scenari di pagine della storia del cinema.